# Claire Lavogez
Claire Marie Annie Lavogez (Calais, 18 giugno 1994) è una calciatrice francese, attaccante della Real Sociedad.

## Carriera

### Club
Claire Lavogez esordì in un campionato nazionale a sedici anni nel 2010, disputando la Division 2 Féminine, seconda serie nazionale francese, con la maglia del Gravelines Foot. L'anno dopo passò all'Hénin-Beaumont, esordendo in Division 1 Féminine, la massima serie nazionale, e realizzando la sua prima rete nel corso della decima giornata di campionato. Nella stagione successiva si trasferì al Montpellier, società con cui disputò quattro stagioni consecutive e in cui si mise in mostra soprattutto nel biennio 2014-2015, durante il quale venne schierata titolare nella maggior parte delle partite. Con il Montpellier raggiunse la finale della Coppa di Francia, nel 2012 e nel 2015, ma vedendo sfuggire la vittoria in entrambe le volte. Nell'estate del 2015 lasciò il Montpellier per trasferirsi all'Olympique Lione, firmando un contratto triennale. Con la maglia lionese ha vinto due edizioni del campionato francese e una Coppa di Francia nella finale proprio contro la sua ex-squadra. Inoltre con l'Olympique Lione ha esordito nella UEFA Women's Champions League, scendendo in campo negli ottavi e nei quarti dell'edizione 2015-2016 e realizzando tre reti contro lo Zurigo negli ottavi di finale dell'edizione 2016-2017. Durante la sosta natalizia della stagione 2017-2018 ha lasciato l'Olympique Lione per trasferirsi in prestito al Fleury, squadra neopromossa in Division 1.
Dopo aver giocato nella seconda parte del campionato 2017-2018 con il Fleury, Lavogez si è accordata con il Bordeaux per la stagione 2018-2019.

### Nazionale
Claire Lavogez viene convocata alle selezioni per le giovanili della nazionale di calcio femminile francese, venendo inserita in tutte le rappresentative dalla Under-15 alla Under-20.
Fa il suo debutto internazionale in una competizione UEFA vestendo la maglia della Nazionale francese Under-17 il 6 settembre 2009, in occasione delle qualificazioni all'edizione 2010 del Campionato europeo di categoria, nella partita giocata dalle Bluettes e vinta per 2-1 sulle pari età dell'Islanda. Rimane in rosa fino al raggiungimento dell'età massima, nel 2011, detenendo (al dicembre 2014) in record di presenze con la maglia delle Under-17.
Dal 2012 al 2013 rappresenta la Francia nella formazione Under-19 conquistando al termine della stagione 2013 il suo primo trofeo internazionale e fregiandosi del titolo di Campione d'Europa Under-19.
Grazie al risultato ottenuto viene inserita in rosa della formazione Under-20 che partecipa al Mondiale di categoria Canada 2014, contribuendo alla conquista del terzo posto e riuscendo a farsi luce nel torneo aggiudicandosi il Pallone di bronzo.
Sempre nel 2014 viene selezionata nella Nazionale maggiore dal commissario tecnico Philippe Bergerôo per rappresentare la Francia nell'amichevole da giocare a Offenbach contro la Germania Il 25 ottobre di quell'anno.
In quell'occasione fa il suo esordio con Les Blues, entrando al 67' in sostituzione di Élodie Thomis nella partita, terminata 2-0, che segna un risultato storico per la Nazionale femminile francese, la sua prima vittoria contro la Germania in terra tedesca.

## Statistiche

### Presenze e reti nei club
Statistiche aggiornate al 25 novembre 2024.
| Stagione                   | Squadra                    | Campionato                 | Campionato | Campionato | Coppe nazionali | Coppe nazionali | Coppe nazionali | Coppe continentali | Coppe continentali | Coppe continentali | Altre coppe | Altre coppe | Altre coppe | Totale | Totale |
| Stagione                   | Squadra                    | Comp                       | Pres       | Reti       | Comp            | Pres            | Reti            | Comp               | Pres               | Reti               | Comp        | Pres        | Reti        | Pres   | Reti   |
| -------------------------- | -------------------------- | -------------------------- | ---------- | ---------- | --------------- | --------------- | --------------- | ------------------ | ------------------ | ------------------ | ----------- | ----------- | ----------- | ------ | ------ |
| 2009-2010                  | Gravelines                 | D2                         | 14         | 5          | CF              | 3               | 1               | -                  | -                  | -                  | -           | -           | -           | 17     | 6      |
| 2010-2011                  | Hénin-Beaumont             | D1                         | 17         | 3          | CF              | 1               | 0               | -                  | -                  | -                  | -           | -           | -           | 18     | 3      |
| 2011-2012                  | Montpellier                | D1                         | 10         | 3          | CF              | 2               | 0               | -                  | -                  | -                  | -           | -           | -           | 12     | 3      |
| 2012-2013                  | Montpellier                | D1                         | 12         | 2          | CF              | 3               | 1               | -                  | -                  | -                  | -           | -           | -           | 15     | 3      |
| 2013-2014                  | Montpellier                | D1                         | 19         | 2          | CF              | 1               | 0               | -                  | -                  | -                  | -           | -           | -           | 20     | 2      |
| 2014-2015                  | Montpellier                | D1                         | 19         | 8          | CF              | 5               | 1               | -                  | -                  | -                  | -           | -           | -           | 24     | 9      |
| Totale Montpellier         | Totale Montpellier         | Totale Montpellier         | 60         | 15         | -               | 11              | 2               | -                  | -                  | -                  | -           | -           | -           | 71     | 17     |
| 2015-2016                  | Olympique Lione            | D1                         | 11         | 2          | CF              | 3               | 4               | UWCL               | 4                  | 0                  | -           | -           | -           | 18     | 6      |
| 2016-2017                  | Olympique Lione            | D1                         | 15         | 8          | CF              | 4               | 5               | UWCL               | 5                  | 3                  | -           | -           | -           | 24     | 16     |
| 2017-gen. 2018             | Olympique Lione            | D1                         | 0          | 0          | CF              | 0               | 0               | UWCL               | 0                  | 0                  | -           | -           | -           | 0      | 0      |
| Totale Olympique Lione     | Totale Olympique Lione     | Totale Olympique Lione     | 26         | 10         | -               | 7               | 9               | -                  | 9                  | 3                  | -           | -           | -           | 42     | 22     |
| gen.-giu. 2018             | Fleury                     | D1                         | 11         | 4          | CF              | 1               | 0               | -                  | -                  | -                  | -           | -           | -           | 12     | 4      |
| 2018-2019                  | Bordeaux                   | D1                         | 21         | 3          | CF              | 0               | 0               | -                  | -                  | -                  | -           | -           | -           | 21     | 3      |
| 2019-2020                  | Bordeaux                   | D1                         | 12         | 3          | CF              | 3               | 0               | -                  | -                  | -                  | -           | -           | -           | 15     | 3      |
| 2020-2021                  | Bordeaux                   | D1                         | 16         | 5          | CF              | 0               | 0               | -                  | -                  | -                  | -           | -           | -           | 16     | 5      |
| 2021-2022                  | Bordeaux                   | D1                         | 19         | 4          | CF              | 0               | 0               | UWCL               | 4                  | 0                  | -           | -           | -           | 23     | 4      |
| Totale Bordeaux            | Totale Bordeaux            | Totale Bordeaux            | 68         | 15         | -               | 3               | 0               | -                  | 4                  | 0                  | -           | -           | -           | 75     | 15     |
| ago.-ott. 2022             | Kansas City Current        | NWSL                       | 10         | 2          | CC              | -               | -               | -                  | -                  | -                  | -           | -           | -           | 10     | 2      |
| 2023                       | Kansas City Current        | NWSL                       | 4          | 0          | CC              | 1               | 0               | -                  | -                  | -                  | -           | -           | -           | 5      | 0      |
| 2024                       | Kansas City Current        | NWSL                       | 14         | 2          | CC              | -               | -               | -                  | -                  | -                  | NLSC        | 2           | 0           | 16     | 2      |
| Totale Kansas City Current | Totale Kansas City Current | Totale Kansas City Current | 28         | 4          | -               | 1               | 0               | -                  | -                  | -                  | -           | 2           | 0           | 31     | 4      |
| 2024-2025                  | Real Sociedad              | PD                         | 7          | 2          | CS              | -               | -               | -                  | -                  | -                  | -           | -           | -           | 7      | 2      |
| Totale carriera            | Totale carriera            | Totale carriera            | 231        | 58         | -               | 27              | 12              | -                  | 13                 | 3                  | -           | 2           | 0           | 273    | 73     |

## Palmarès

### Club
- Campionato francese: 2

Olympique Lione: 2015-2016, 2016-2017
- Coppa di Francia: 2

Olympique Lione: 2015-2016, 2016-2017
- UEFA Women's Champions League: 2

Olympique Lione: 2015-2016, 2016-2017
- NWSL x Liga MX Femenil Summer Cup: 1

Kansas City Current: 2024

### Nazionale
- SheBelieves Cup: 1

2017
- Campionato d'Europa under 19: 1

2013